# دنيز سوم
دينيز سوم (بالتركية: Deniz Som)‏ (ولدت في 9 فبراير في عام 1953 - توفت في 15 أكتوبر في عام 2010) كاتبة وصحفية تركية .
وفى عام 1973 تدخلت كصحفية في جريدة الجمهورية. وفي عام 1987 عملت سوم لمدة قصيرة في مجلة نقطة، وجريدة الشمس، والحرية، وبدأت العمل من جديد في الجمهورية عام 1993 . وقد وجد في كل المهام التي تصل المدير من أعمال كتابات المراسلة في الصحافة. كتبت مقالات متعلقة بالشؤون الحالية في الزاوية التي في الصفحة الاخيرة لجريدة الجمهورية . وفي 1976 عام تزوجت سوم من الرائع ألكتو وأنجبت ولدين هايدر جان وفكرت جيم.
فقدت دنيز سوم حياتها التي كانت تعالج من سرطان الرئة في 15 أكتوبر في عام 2010، ودفنت في مقبرة العائلة التي في نقاشتبى.

## الجوائز التي حصلت عليها
- 1977- جائزة التحقيق جميعة الكتاب الرياضيين الاتراك
- 1979- جائزة التقرير جمعية الصحافة التركيه
- 1987 - جائزة التقرير جمعية الصحافة التركيه
- 1997- جائزة حسان تحسين [التركية] السنوية قوات وسائل الإعلام
- 1997 - جائزة الصحافة الطبية اتحاد الأطباء الأتراك
- 1998- جائزة حسان تحسين السنوية قوات وسائل الإعلام
- 1999- جائزة المحاربيين الطبيعين
- 1999- جمعية الفكر الاتاتوركى ألمانيا [التركية]
- 2000- جائزة جائزة التقرير جميعية الصحافة التركيه
- 2003- جائزة أوغور مومجو [التركية] أكبر بلدية أنطاليا
- 2003- جائزة غرفة صحافة المهندسيين البيئية

## الكتب
- 2003- الزمن الأصفر
- 2003 - سابع تبة إسطنبول
- 2003 - لا يوجد قمة جمال
- 2002 - جدول تبة الأناضول
- 2001 - تبة تبة إسطنبول
- 1995 - وضع
- 1990 - إذا قلت كيف
- 1989 - الصقر متعلق بالعيون
- 2007 - كتب الجمهورية الدغدغة ممنوعة
- 2007 - كتب جمهورية ايها الاناضول
- 2007 - كتب جمهوريه ايها إسطنبول 1
- 2008 - كتب جمهورية ايهاسطنبول 2

## روابط خارجية
الموقع الرسمى